# 金三祥
金 三祥（キム・サムサン、朝鮮語: 김삼상、1921年4月15日 - 2002年11月20日）は、大韓民国の政治家。慶尚南道議会議員（2期）、第7代韓国国会議員。
号は峨石（アソク、아석）。

## 経歴
京城公立農業学校獣医畜産科、国学大学（現・高麗大学校）政法学部政治科卒。慶尚南道議会議員2期、農業協同組合中央会理事2期、民主共和党中央委員・中央常任委員・政策委員を歴任した。1967年の第7代総選挙では民主共和党所属で出馬して当選し、国会議員となった。
2002年11月20日、死去。